# Штефан Михайло Миколайович
Михайло Миколайович Штефан (1909, місто Кременчук, тепер Полтавської області — 4 травня 1979, місто Миколаїв Миколаївської області) — український радянський партійний діяч, 2-й секретар Дрогобицького обкому КП(б)У, голова Миколаївського міськвиконкому.

## Біографія
Народився в родині робітника. Трудову діяльність розпочав пастухом, наймитував.
З 1925 року — член комсомолу, секретар Комітету незаможних селян села Ворошилово Онуфріївського району Кременчуцького округу.
У 1927—1930 роках — секретар комітету ЛКСМУ села Павлиш Онуфріївського району Кременчуцького округу.
У 1930—1932 роках — секретар комітету ЛКСМУ рудника імені Кагановича міста Кривого Рогу.
У 1932 році навчався на курсах у місті Харкові, перебував на господарській та профспілковій роботі, очолював рудничний комітет Спілки гірників у місті Кривому Розі.
Член ВКП(б) з 1936 року.
З 1939 року працював завідувачем організаційно-інструкторського відділу Криворізького міського комітету КП(б)У Дніпропетровської області.
У 1940 — червні 1941 року — заступник завідувача відділу кадрів Дрогобицького обласного комітету КП(б)У. У червні 1941 року — завідувач організаційно-інструкторського відділу Дрогобицького обласного комітету КП(б)У.
У липні 1941 — березні 1944 року — в Червоній армії. Учасник німецько-радянської війни. Служив інструктором, начальником організаційно-інструкторського відділення Політичного відділу 40-ї армії Воронезького та 1-го Українського фронтів, був заступником командира 9-го мінометного полку Резерву головного командування 40-ї армії з політичної частини.
У 1944 — квітні 1945 року — завідувач організаційно-інструкторського відділу Дрогобицького обласного комітету КП(б)У.
У квітні 1945 — листопаді 1946 року — 2-й секретар Дрогобицького міського комітету КП(б)У.
У листопаді 1946 — 1947 року — слухач Республіканської партійної школи при ЦК КП(б)У.
У листопаді (затв.) 1947 — 7 вересня 1950 року — секретар Дрогобицького обласного комітету КП(б)У з кадрів.
7 вересня 1950 — 6 лютого 1951 року — 2-й секретар Дрогобицького обласного комітету КП(б)У.
З лютого 1951 року — начальник політичного відділу Головного управління будівництва Південно-Українського і Північно-Кримського каналів «Укрводбуду».
На 1956 — березень 1957 року — секретар виконавчого комітету Миколаївської обласної ради депутатів трудящих.
У березні 1957—1960 роках — голова виконавчого комітету Миколаївської міської ради депутатів трудящих Миколаївської області.
З 1960 року — голова Миколаївського міського комітету народного контролю, інспектор Миколаївського обласного комітету народного контролю.
17 січня 1963 — 8 грудня 1964 року — секретар виконавчого комітету Миколаївської промислової обласної ради депутатів трудящих.
Потім — персональний пенсіонер союзного значення в місті Миколаєві. Проживав на вулиці Радянській, 1.
Помер після важкої тривалої хвороби. Похований 7 травня 1979 року в місті Миколаєві.

## Звання
- підполковник

## Нагороди
- орден Трудового Червоного Прапора (23.01.1948)
- орден Червоного Прапора (14.10.1943)
- орден Червоної Зірки (26.01.1943)
- медаль «За перемогу над Німеччиною у Великій Вітчизняній війні 1941—1945 рр.»
- медалі